# New England town
New England town er en type kommune som findes i regionen New England i USA. Det er den grundliggende administrative enhed i de seks delstater i New England og den svarer ikke nogen type enhed i de fleste andre af USA's delstater. New England towns dækker sammenlagt hele områder således at de grænser op til hinanden, svarende til kommuner i mange europæiske lande. De har beføjelser svarende til "cities" i andre delstater i USA. I nogle tilfælde styres de af et bymøde (town meeting) hvor alle registrerede vælgere i området kan deltage. Byrådet har typisk 3 eller 5 medlemmer som kaldes "selectmen". I områder med New England towns vil det næste administrative niveau, county, ofte have begrænset indflydelse. I Connecticut og Rhode Island. er counties udelukkende en geografisk inddeling uden nogen administrative organer. Hovedbyen i en New England town har normalt samme navn som kommunen.